# Volutaria crupinoides
Volutaria crupinoides é uma espécie de planta com flor pertencente à família Asteraceae. 
A autoridade científica da espécie é (Desf.) Maire, tendo sido publicada em Catalogue des Plantes du Maroc 3: 818. 1934.

## Portugal
Trata-se de uma espécie presente no território português, nomeadamente em Portugal Continental.
Em termos de naturalidade é nativa da região atrás indicada.

## Protecção
Não se encontra protegida por legislação portuguesa ou da Comunidade Europeia.